# 邑久郡
- 令制国一覧 > 山陽道 > 備前国 > 邑久郡
- 日本 > 中国地方 > 岡山県 > 邑久郡

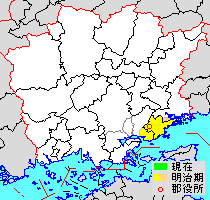
岡山県邑久郡の位置（薄黄：後に他郡に編入された区域）

邑久郡（おくぐん）は、岡山県（備前国）にあった郡。

## 郡域
1878年（明治11年）に行政区画として発足した当時の郡域は、下記の区域にあたる。
- 岡山市
  - 東区の一部（瀬戸町弓削を除く吉井川以東）
- 備前市の一部（佐山・鶴海）
- 瀬戸内市の全域

## 歴史
もとは大伯国造の支配した地域。古くは吉井川中下流東岸から播磨国境と沖合の島嶼までを郡域としていた。和気郡は元は邑久郡の一部であり、721年（養老5年）に赤坂郡・邑久郡両郡から割譲した地域を藤原郡とし、藤原郡が東野郡（藤野郡）と名称を変え、788年（延暦7年）に吉井川以西を磐梨郡、以東を和気郡として分割した（続日本紀に記載）。
また吉井川はかつては現在よりも東寄りを流れていたが、洪水により流路が西寄りになったことで、元々川西で上東郡（上道郡）であった福岡などが川東となり、邑久郡へ移管となった。
邑久郡西部のほか、磐梨郡南部や赤坂郡南部、上道郡などの吉井川下流域一帯は、古代から中世の備前国の中心地域であった。邑久郡に一宮が鎮座しているのもその影響とされる。また、備前国府が邑久郡西部にあったとする説もある。
古くは「邑久」の他に「大伯」あるいは「太伯」等と書き、「おおく」「おおはく」「おおあく」となどと呼ばれていた。明治の郡区町村編制法時に「おく」の呼称に統一された。
和名抄には邑久郷、靭負郷、土師郷、須恵郷、長沼郷、尾沼郷、尾張郷、杯梨郷、石上郷、服部郷の10郷が記載されている。郡衙の位置は諸説あるが、特定できていない。
延喜式神名帳には、かつて備前国一宮であった大社の安仁神社の他、片山日子神社と美和神社の3社が記載されている。
郡制廃止後の地方事務所は本郡単独では設置されず、上道郡西大寺町に設置された。

### 近世以降の沿革
- 明治初年時点では全域が備前岡山藩領であった。「旧高旧領取調帳」に記載されている明治初年時点での村は以下の通り。（78村）

乙子村、神崎村、邑久郷村、宿毛村、西片岡村、久々井村、東片岡村、下阿知村、上阿知村、藤井村、千手村、鹿忍村、牛窓村、奥浦村、東幸崎村、西幸崎村、南幸田村、北幸田村、東幸西村、西幸西村、新村、浜村、川口村、新地村、射越村、福山村、久志良村、大山村、宗三村、百田村、尾張村、包松村、大窪村、大富村、向山村、北地村、上寺村、門前村、五明村、山田庄村、福元村、豆田村、閏徳村、長沼村、大ヶ島村、円張村、山手村、土佐村、西須恵村、東須恵村、虫明村、福谷村、庄田村、尻海村、小津村、横尾村、佐井田村、下山田村、上山田村、間口村、北池村、下笠加村、上笠加村、南谷村、箕輪村、福永村、福岡村、八日市村、長船村、服部村、土師村、福里村、磯上村、牛文村、飯井村、佐山村、鶴海村、大浦新田
- 明治元年（1868年） - 包松村が改称して豊安村となる。
- 明治4年
  - 7月14日（1871年8月29日） - 廃藩置県により岡山県の管轄となる。
  - 大浦新田が牛窓村に合併。（77村）
- 明治8年（1875年） - 以下の村の統合が行われる。（67村）
  - 長浜村 ← 奥浦村、小津村
  - 福中村 ← 久志良村、大山村
  - 北島村 ← 北地村、上寺村
  - 豊原村 ← 閏徳村、大ヶ島村、円張村
  - 本庄村 ← 土佐村、横尾村、佐井田村
  - 間口村が福谷村に、南谷村が下笠加村に、福永村が福岡村にそれぞれ合併。
- 明治11年（1878年）9月29日 - 郡区町村編制法の岡山県での施行により、行政区画としての邑久郡が発足。郡役所が尾張村に設置。
- 明治15年（1882年） - 久々井村の一部（犬島）が分立して犬島村となる。（68村）

### 町村制以降の沿革
- 明治22年（1889年）6月1日 - 町村制の施行により、以下の各村が発足。特記以外は現・瀬戸内市。（20村）
  - 邑久村 ← 尾張村、山田庄村、山手村、豊安村
  - 福田村 ← 福元村、百田村、宗三村、豆田村、福中村
  - 今城村 ← 大富村、福山村、向山村、北島村
  - 豊原村 ← 豊原村、長沼村、大窪村
  - 豊村 ← 川口村、浜村、新村、五明村、門前村、新地村、射越村（現・岡山市）
  - 太伯村 ← 乙子村、神崎村、邑久郷村（現・岡山市）
  - 幸島村 ← 東幸西村、西幸西村、南幸田村、北幸田村、東幸崎村、西幸崎村（現・岡山市）
  - 朝日村 ← 東片岡村、久々井村、犬島村、西片岡村（現・岡山市）
  - 大宮村 ← 宿毛村、下阿知村、上阿知村、千手村、藤井村（現・岡山市）
  - 鹿忍村、牛窓村、長浜村（それぞれ単独村制）
  - 本庄村 ← 本庄村、上山田村、下山田村
  - 玉津村 ← 尻海村、庄田村
  - 裳掛村 ← 虫明村、福谷村
  - 鶴山村 ← 佐山村、鶴海村（現・備前市）
  - 美和村 ← 飯井村、東須恵村、西須恵村
  - 国府村 ← 牛文村、磯上村、福里村、土師村
  - 行幸村 ← 服部村、長船村、八日市村、福岡村
  - 笠加村 ← 上笠加村、下笠加村、箕輪村、北池村
- 明治29年（1896年）2月26日 - 牛窓村が町制施行して牛窓町となる。（1町19村）
- 明治33年（1900年）4月1日 - 郡制を施行。
- 大正12年（1923年）4月1日 - 郡会が廃止。郡役所は存続。
- 大正13年（1924年）4月1日 - 鹿忍村が町制施行して鹿忍町となる。（2町18村）
- 大正15年（1926年）7月1日 - 郡役所が廃止。以降は地域区分名称となる。
- 昭和27年（1952年）4月1日 - 邑久村・福田村・今城村・豊原村・本庄村・笠加村が合併して邑久町が発足。（3町12村）
- 昭和28年（1953年）2月1日 - 豊村・太伯村・幸島村および邑久町の一部（長沼の大部分）が上道郡古都村・西大寺町・可知村・光政村・津田村・九蟠村・金田村と合併して西大寺市が発足し、郡より離脱。（3町9村）
- 昭和29年（1954年）
  - 1月1日 - 玉津村が邑久町に編入。（3町8村）
  - 10月1日 - 牛窓町・鹿忍町・長浜村が合併し、改めて牛窓町が発足。（2町7村）
- 昭和30年（1955年）
  - 3月31日（3町3村）
    - 鶴山村が和気郡鶴山村・香登町・備前町・伊里町と合併し、改めて和気郡備前町が発足。
    - 美和村・国府村・行幸村が合併して長船町が発足。

  - 4月1日 - 朝日村が西大寺市に編入。（3町2村）
- 昭和31年（1956年）2月20日 - 大宮村が西大寺市に編入。（3町1村）
- 昭和33年（1958年）4月1日 - 裳掛村が邑久町に編入。（3町）
- 平成16年（2004年）11月1日 - 牛窓町・邑久町・長船町が合併して瀬戸内市が発足。同日邑久郡消滅。

### 変遷表
| 明治22年6月1日 | 明治22年 - 昭和26年    | 昭和27年              | 昭和27年 - 昭和30年                           | 昭和31年 - 昭和43年            | 昭和44年 - 昭和63年          | 平成1年 - 平成20年       | 現在     | 平成21年4月 -                          |
| -------------- | ---------------------- | --------------------- | --------------------------------------------- | ------------------------------ | ---------------------------- | ------------------------ | -------- | -------------------------------------- |
| 幸島村         | 幸島村                 | 幸島村                | 昭和28年2月1日 西大寺市                       | 西大寺市                       | 昭和44年2月18日 岡山市へ編入 | 岡山市                   | 岡山市   | 平成21年4月1日 政令市に移行 岡山市東区 |
| 太伯村         | 太伯村                 | 太伯村                | 昭和28年2月1日 西大寺市                       | 西大寺市                       | 昭和44年2月18日 岡山市へ編入 | 岡山市                   | 岡山市   | 平成21年4月1日 政令市に移行 岡山市東区 |
| 豊村           | 豊村                   | 豊村                  | 昭和28年2月1日 西大寺市                       | 西大寺市                       | 昭和44年2月18日 岡山市へ編入 | 岡山市                   | 岡山市   | 平成21年4月1日 政令市に移行 岡山市東区 |
| 邑久村         | 邑久村                 | 昭和27年4月1日 邑久町 | 邑久町                                        | 邑久町                         | 邑久町                       | 平成16年11月1日 瀬戸内市 | 瀬戸内市 | 瀬戸内市                               |
| 福田村         | 福田村                 | 昭和27年4月1日 邑久町 | 邑久町                                        | 邑久町                         | 邑久町                       | 平成16年11月1日 瀬戸内市 | 瀬戸内市 | 瀬戸内市                               |
| 今城村         | 今城村                 | 昭和27年4月1日 邑久町 | 邑久町                                        | 邑久町                         | 邑久町                       | 平成16年11月1日 瀬戸内市 | 瀬戸内市 | 瀬戸内市                               |
| 本庄村         | 本庄村                 | 昭和27年4月1日 邑久町 | 邑久町                                        | 邑久町                         | 邑久町                       | 平成16年11月1日 瀬戸内市 | 瀬戸内市 | 瀬戸内市                               |
| 笠加村         | 笠加村                 | 昭和27年4月1日 邑久町 | 邑久町                                        | 邑久町                         | 邑久町                       | 平成16年11月1日 瀬戸内市 | 瀬戸内市 | 瀬戸内市                               |
| 豊原村         | 豊原村                 | 昭和27年4月1日 邑久町 | 邑久町                                        | 邑久町                         | 邑久町                       | 平成16年11月1日 瀬戸内市 | 瀬戸内市 | 瀬戸内市                               |
| 玉津村         | 玉津村                 | 玉津村                | 昭和29年1月1日 邑久町へ編入                   | 邑久町                         | 邑久町                       | 平成16年11月1日 瀬戸内市 | 瀬戸内市 | 瀬戸内市                               |
| 裳掛村         | 裳掛村                 | 裳掛村                | 裳掛村                                        | 昭和33年4月1日 邑久町へ編入    | 邑久町                       | 平成16年11月1日 瀬戸内市 | 瀬戸内市 | 瀬戸内市                               |
| 美和村         | 美和村                 | 美和村                | 昭和30年3月31日 長船町                        | 長船町                         | 長船町                       | 平成16年11月1日 瀬戸内市 | 瀬戸内市 | 瀬戸内市                               |
| 国府村         | 国府村                 | 国府村                | 昭和30年3月31日 長船町                        | 長船町                         | 長船町                       | 平成16年11月1日 瀬戸内市 | 瀬戸内市 | 瀬戸内市                               |
| 行幸村         | 行幸村                 | 行幸村                | 昭和30年3月31日 長船町                        | 長船町                         | 長船町                       | 平成16年11月1日 瀬戸内市 | 瀬戸内市 | 瀬戸内市                               |
| 牛窓村         | 明治29年2月26日 牛窓町 | 牛窓町                | 昭和29年10月1日 牛窓町                        | 牛窓町                         | 牛窓町                       | 平成16年11月1日 瀬戸内市 | 瀬戸内市 | 瀬戸内市                               |
| 鹿忍村         | 大正13年4月1日 鹿忍町  | 鹿忍町                | 昭和29年10月1日 牛窓町                        | 牛窓町                         | 牛窓町                       | 平成16年11月1日 瀬戸内市 | 瀬戸内市 | 瀬戸内市                               |
| 長浜村         | 長浜村                 | 長浜村                | 昭和29年10月1日 牛窓町                        | 牛窓町                         | 牛窓町                       | 平成16年11月1日 瀬戸内市 | 瀬戸内市 | 瀬戸内市                               |
| 大宮村         | 大宮村                 | 大宮村                | 昭和30年3月31日 牛窓町へ編入 （千手の一部）   | 牛窓町                         | 牛窓町                       | 平成16年11月1日 瀬戸内市 | 瀬戸内市 | 瀬戸内市                               |
| 大宮村         | 大宮村                 | 大宮村                | 大宮村                                        | 昭和31年2月20日 西大寺市へ編入 | 昭和44年2月18日 岡山市へ編入 | 岡山市                   | 岡山市   | 平成21年4月1日 政令市に移行 岡山市東区 |
| 大宮村         | 大宮村                 | 大宮村                | 昭和29年10月1日 西大寺市へ編入 （宿毛の一部） | 西大寺市                       | 昭和44年2月18日 岡山市へ編入 | 岡山市                   | 岡山市   | 平成21年4月1日 政令市に移行 岡山市東区 |
| 朝日村         | 朝日村                 | 朝日村                | 昭和30年4月1日 西大寺市へ編入                 | 西大寺市                       | 昭和44年2月18日 岡山市へ編入 | 岡山市                   | 岡山市   | 平成21年4月1日 政令市に移行 岡山市東区 |
| 鶴山村         | 鶴山村                 | 鶴山村                | 昭和30年3月31日 和気郡 備前町                 | 和気郡 備前町                  | 昭和46年4月1日 備前市        | 備前市                   | 備前市   | 備前市                                 |

## 行政
歴代郡長
| 代 | 氏名 | 就任年月日                | 退任年月日                | 備考                   |
| -- | ---- | ------------------------- | ------------------------- | ---------------------- |
| 1  |      | 明治11年（1878年）9月29日 |                           |                        |
|    |      |                           | 大正15年（1926年）6月30日 | 郡役所廃止により、廃官 |